# گوبلز (میشیگان)
گوبلز، میشیگان (به انگلیسی: Gobles, Michigan) یک شهر در ایالات متحده آمریکا با جمعیت ۸۲۹ نفر است که در میشیگان واقع شده‌است.

## موقعیت جغرافیایی
موقعیت جغرافیایی شهرها و مناطق اطراف به شرح زیر است: